# Pasientfokus
Pasientfokus er et norsk politisk parti. De stillede op i Finnmark til stortingsvalget 2021, hvor de fik 0,2 % nationalt og 13,1 % i Finnmark. Resultatet førte til at partileder Irene Ojala blev valgt ind i Stortinget.
Deres højeste prioriterede sag er et nyt akutsygehus i Alta.